# 직녀
직녀(중국어 정체자: 織女, 병음: Zhinü 지누[*]) 또는 오리히메(일본어: 織姫)는 중국 신화에서 베짜기와 베가를 관장하는 여신이다. 그녀는 옥황상제의 일곱 딸 중 막내였다. 그녀는 구름에서 아버지의 왕실 예복을 짠 것으로 믿어진다. 그녀는 별자리 거문고자리에서 별 베가로 식별된다.
직녀는 유명한 중국 민화 견우와 직녀의 전설적인 인물이자 주인공으로, 이 신화의 가장 오래된 기록은 2600년 이상 전으로 거슬러 올라간다.